# Гаманюк Віта Анатоліївна
Віта Анатоліївна Гаманюк (нар. 11 серпня 1965, Кривий Ріг, Дніпропетровська область, Українська РСР) — українська вчена-педагогиня, докторка педагогічних наук, професорка, авторитетна науковиця в царині педагогіки, дидактики вищої школи, німецької філології, іншомовної освіти, міжкультурної комунікації.

## Професійна біографія
1982 — закінчила середню школу № 108 м. Кривий Ріг. 1983–1988 — навчалася на філологічному факультеті (романо-германське відділення, спеціальність «німецька мова та література», диплом з відзнакою) Дніпропетровського державного університету.
1988—1992 — асистент, викладач кафедри російської і зарубіжної літератури Криворізького державного педагогічного інституту. 1994—1995 — викладач кафедри германської філології Криворізького державного педагогічного інституту. 1995—2001 — завідувач кафедри іноземних мов Криворізького державного педагогічного інституту / університету. 2001—2012 —  доцент кафедри німецької мови і літератури з методикою викладання Криворізького державного педагогічного університету. 2012—2017 — завідувач кафедри німецької мови і літератури з методикою викладання Криворізького державного педагогічного університету.
З 2009 — членкиня Асоціації українських германістів.
2010 — участь у форумі Всесвітнього Союзу германістів (Східна Європа) у м. Зігулда (Латвія).
2013 — участь у Всесвітньому форумі германістів «Deutsch von innen, Deutsch von außen» у м. Больцано (Італія). 2022 — участь у Всесвітньому форумі германістів «Mit Sprache teilhaben» у м. Відень (Австрія).
2014 — у складі робочої групи від України брала участь у розробці «Рамкової програми з німецької мови для професійного спілкування» в рамках міжнародного загальноєвропейського проєкту Гете-інституту «Rahmencurriculum für studienbegleitenden Deutschunterricht an Hochschulen» та за підтримки Міністерства освіти і науки України.
З 2017 — проректор з наукової роботи Криворізького державного педагогічного університету. 
2017 — пройшла курс підвищення кваліфікації «Вчимося навчати німецької» — Dll 7 : Prüfen. Testen und Evaluieren, Goethe-Institut, м. Київ. 2018 — пройшла курс підвищення кваліфікації в Університеті менеджменту освіти, м. Київ.
З 2021 — гарант освітньої програми підготовки докторів філософії «Методика навчання іноземних мов» спеціальності 014 Середня освіта. 

## Наукова діяльність
1992—1995 — навчання в аспірантурі Київського державного лінгвістичного університету.
1995 — захистила дисертацію «Підготовка вчителів та підвищення їх кваліфікації у Німеччині» на здобуття наукового ступеня кандидата педагогічних наук за спеціальністю 13.00.01 – Загальна педагогіка та історія педагогіки у спеціалізованій вченій раді Харківського державного педагогічного університету імені Г. С. Сковороди. 2001 — присвоєно вчене звання доцента по кафедрі іноземних мов.
2000 — отримала стипендію Гете-інституту для участі у роботі науково-методичного семінару в Німеччині (Literatur im Unterricht – München). 2005 — отримала стипендію Гете-інституту для участі у роботі науково-методичного семінару в Німеччині (Computer und Internet für die Unterrichtsvorbereitung, München). 2010 — отримала стипендію Гете-інституту  для участі у роботі науково-методичного семінару в Німеччині (Deutsch als Fremdsprache im Kontext europäischer Mehrsprachigkeit, Berlin).
2013 — захистила дисертацію «Теорія та практика іншомовної освіти у Німеччині в контексті загальноєвропейських інтеграційних процесів» на здобуття наукового ступеня доктора педагогічних наук за спеціальністю 13.00.01 – Загальна педагогіка та історія педагогіки у спеціалізованій вченій раді Східноукраїнського національного університету імені Володимира Даля.
2015 — присвоєно вчене звання професора по кафедрі німецької мови і літератури з методикою викладання.
2017 — наукове стажування Hochschuldidaktisches Zentrum Sachsen, Лейпціг, Німеччина. 2018 — наукове стажування за програмою Erasmus+ KA1 University of Granada (державний університет в Гранаді, Королівство Іспанія).2019 — наукове стажування Mitteleuropäische Begegnungen Akademie Mitteleuropa, Bad Kissingen, Німеччина. 2023 — наукове стажування наукове стажування за програмою Erasmus+ KA1 University of Pardubice, Чеська республіка. 2024 — наукове стажування за програмою Erasmus+ KA1 University of Granada  (державний університет в Гранаді, Королівство Іспанія); участь у проєкті Erasmus+ KA2 «BURN».
З 2016 — керівник наукової школи (захищено 10 дисертацій на здобуття наукового ступеня кандидата педагогічних наук і доктора філософії  — спец. 011, 014).
2018—2020 — голова спеціалізованої вченої ради К 09.053.01 із захисту дисертацій на здобуття наукового ступеня кандидата педагогічних наук за спеціальністю 13.00.01 – Загальна педагогіка та історія педагогіки; 13.00.09 – Теорія навчання e Криворізькому державному педагогічному університеті.
2019—2020 — керівник дидактичної секції міжнародного науково-дослідницького проєкту «Німецькі сліди в Україні», ініційованого  науково-дослідницьким  центром  DiMOS  (Deutsch in Mittel-, Ost- und SüdEuropa)  Universität Regensburg, Німеччина.

## Публікації
Віта Гаманюк має понад 200 наукових і науково-методичних праць. Авторка й співавторка монографій, науково-методичних і навчально-методичних посібників, наукових статей у фахових вітчизняних і зарубіжних виданнях; редакторка й рецензентка наукових й навчально-методичних видань     Головна редакторка наукового видання «Educational Dimension» («Освітній вимір»)